# Эллис, Рут
Рут Э́ллис (англ. Ruth Ellis; 9 октября 1926, Рил, Денбишир, Уэльс — 13 июля 1955, Лондон, Англия) — британская преступница, последняя женщина в истории Великобритании, подвергнутая смертной казни. Она была казнена после признания виновной в убийстве своего любовника, Дэвида Блейкли.

## Биография
Будучи выходцем из низших слоёв общества, Эллис оказалась втянута в мир лондонских ночных клубов, работая администратором в одном из них, что привело к беспорядочному образу жизни со множеством скоротечных романов, некоторые из которых были с посетителями клубов из высших слоёв общества и знаменитостями. Среди них был и Блейкли, автогонщик, уже помолвленный с другой женщиной, и Десмонд Кассен, управляющий компанией розничной торговли.
В пасхальное воскресенье 1955 года Эллис застрелила Блейкли у входа в паб Магдала в Хэмпстеде, после чего сразу же сдалась полиции. На процессе она взяла на себя полную ответственность за это убийство, а её учтивость и хладнокровие как на суде, так и в заключении были отмечены в британской прессе. Она была повешена в тюрьме Холлоуэй, Лондон, казнь исполнил Альберт Пирпойнт.
Эта казнь произошла в период, когда в британском обществе всё сильнее обострялась дискуссия относительно вопроса смертной казни и её плюсов и минусов; дело Эллис стало новым витком в этом споре. Сама Эллис, красивая блондинка, застрелившая своего любовника, считается одной из знаковых фигур Лондона 1950-х годов, о её деле написано несколько книг. Истории Рут Эллис также посвящён фильм Майка Ньюэлла «Танец с незнакомцем» (1985).